# Junior Ramón Balbuena (futbolista)
Junior Ramón Balbuena (n. Encarnación, Itapúa, Paraguay; 31 de agosto de 1994) es un futbolista paraguayo. Juega de arquero y su equipo actual es el Club General Díaz de la Primera División de Paraguay.

## Trayectoria
Debutó el 6 de noviembre de 2016, en el partido que su equipo Libertad le ganó 2 a 0 al Club Sportivo Luqueño por la decimoséptima fecha del Torneo Clausura 2016, torneo en el que su equipo culminó en la tercera posición.

## Clubes
| Club       | País     | Año             |
| ---------- | -------- | --------------- |
| Libertad   | Paraguay | 2016 - 2017     |
| Gral. Díaz | Paraguay | 2017 - Presente |

## Palmarés

### Campeonatos nacionales
| Título          | Club     | País     | Año  |
| --------------- | -------- | -------- | ---- |
| Torneo Apertura | Libertad | Paraguay | 2017 |